# Over kanten
"Over kanten" er en dansk thriller fra 2012, filmen er instrueret og skrevet af Laurits Munch-Petersen og har Jonatan Spang, Danica Curcic og Christiane Schaumburg-Müller i hovedrollerne. Filmen optaget på øen Møn, som danner ramme om dens Twin Peaks-agtige univers på dansk.

## Handling
David og Freja flytter ind i deres nye hus på Møn, da en mand hopper ud fra klinten tæt ved huset, det viser sig at den afdøde er en bekendt af deres håndværker, Roar, som ifølge David er noget nærgående over for Freja. David kaster sig ud i at lege detektiv for at finde ud af om Roar har en finger med i selvmordet.

## Medvirkende
- Jonatan Spang som David
- Christiane Schaumburg-Müller som Freya
- Alexandre Willaume-Jantzen som Roar
- Danica Curcic som Veronika
- Anne Louise Hassing som Clara
- Anders Hove som Finn
- Troels Lyby som Bo
- Søren Hauch-Fausbøll som Mandlig betjent
- Petrine Agger som Kvindelig betjent
- Johannes Nymark som Daniel
- Elsebeth Steentoft som Berthe
- Jørgen Taxholm som Læge

## Modtagelse
"Over kanten" fik blandet modtagelse både blandt publikum og anmeldere og blev bl.a. kaldt et "forkølet lille forsøg på at lege Hitchcock på Møns Klint.".